# General Lagos (Cile)
General Lagos è un comune del nord del Cile, della provincia di Parinacota nella regione di Arica e Parinacota. Al censimento del 2012 possedeva una popolazione di 625 abitanti.
Il comune fu fondato il 30 dicembre 1927.

## Società

### Evoluzione demografica
| Censimento 1992 | Censimento 2002 |
| 1.012           | 1.179           |